# Figueirópolis
Figueirópolis é um município brasileiro do estado do Tocantins. Localiza-se a uma latitude 12º07'51" sul e a uma longitude 49º10'27" oeste, estando a uma altitude de 291 metros. De acordo com o censo realizado pelo IBGE em 2022, sua população era de 5 211 habitantes.
O município está situado na região sul do Tocantins e apresenta como limites ao norte: Formoso do Araguaia, Cariri do Tocantins, Gurupi e Sucupira; ao sul: Alvorada e Araguaçu; a leste: Sucupira; e a oeste: Sandolândia e Araguaçu.

## História
A primeira aglomeração urbana iniciou-se em 1959, quando Cândido dos Santos Figueira teve a iniciativa de implantar em suas terras recém compradas, um loteamento o qual denominou "Figueirópolis". Quando Cândido chegou no local, ali já vivia Francisco de Assis Sales (Francisco Felipe), considerado um dos pioneiros. A região em questão era cortada pela Rodovia Belém-Brasília (BR-153), que liga a capital da República a Belém do Pará. Às margens dela começou a se desenvolver a cidade.
Em 1960, o nascente povoado assistiu ao primeiro ato religioso na residência de Cândido dos Santos Figueira, uma missa celebrada pelo Padre Geraldo Torres, no dia 24 de junho, dia consagrado a São João Batista que se tornou o santo padroeiro do lugar. Introduziu-se, então, a religiosidade aos primeiros moradores.
Os que ali se estabeleceram como pioneiros do comércio foram: Antônio Moraes e os irmãos Sérgio Acrisio de Paula Souz e Sandoval (Sadó). Hoje Sandoval Pereira da Silva reside na fazenda Bom Jardim, no município de Dois Irmãos do Tocantins, onde mora com a mulher Nazaré Correia da Silva (Sula).
Em 3 de outubro de 1960, Cândido Figueira foi eleito vice-prefeito de Peixe, o que trouxe acentuado progresso ao povoado durante seu mandato.
Em 1961, Gelça Florença, procedente da cidade de Porto Nacional, estabeleceu ali uma pensão que tornou-se o ponto preferido dos motoristas e local social do povoado de Figueirópolis, que a batizaram como a Mãe de Figueirópolis. Tambêm em 1961 chega Josína Maria da Conceição, Mãe Josína, que ajudou a trazer ao mundo muitos filhos de Figueirópolis como parteira, passando a ser uma das principais figuras da cidade.
Em 6 de janeiro de 1961, faleceu Cândido Figueira. Seu sobrinho, Wadson Figueira de Abreu, passou a residir no povoado e lutar pelo seu desenvolvimento. Em 1962, foi vereador pelo município de Peixe.
Pela Lei n° 8.840, de 10 de junho de 1980, Figueirópolis passou à condição de município, desmembrando-se de Peixe. O 1° prefeito eleito foi Viturino Teles de Souza, sendo o 2° João José Alves Milhomem (Zezé Araguaia que tomou posse em 1 de janeiro de 1989, o 3° fora Ernane Rocha Dourado, que tomou posse em 1 de janeiro de 1993, mas não concluiu o mandato em razão do seu falecimento, terminando o mandato Martins Rodrigues da Luz (4° Prefeito da história do município). Em 1 de janeiro de 1997 teve posse o 5° Prefeito de Figueirópolis, Senhor Wadson Figueira de Abreu. A 1° gestora municipal mulher e 6° no geral restou empossada em 1 de janeiro de 2001, Senhora Benvinda de Sousa Milhomem. Em 1 de janeiro de 2005 tomou posse o Prefeito José Fontoura Primo, 6° Prefeito de Figueirópolis e o primeiro a conseguir reeleição, por sua fez Fernandes Rodrigues Martins tomou posse em 1 de janeiro de 2013, sendo ele o 7° Prefeito do município, permanecendo no cargo até 31 de dezembro de 2020, visto que também conseguiu se reeleger.

## Economia
Baseia-se principalmente na agricultura, tendo como maiores culturas: plantio de soja, cana-de-açúcar e melancia, e na pecuária, que apresentam os bovinos e as aves como as maiores criações. A agricultura familiar também tem uma importância significativa para a economia do município.

## Cultura
Além da Festa de São João Batista (24 de junho), outras festas populares fazem parte do calendário municipal, tais como a festa junina, a Festa de Nossa Senhora Aparecida e a comemoração do aniversário da cidade.